# 6623型导弹艇
024型导弹护卫艇（北约代号：河谷级），由蕪湖造船廠为中国人民解放军海军建造，共2艘。最初是仿自蘇聯"6623"型（"Komar"級）木殼小型飛彈快艇。後改鋼殼，本級艇設計有可倒放的主桅以便將艇駛入洞庫之中隱藏。

## 歷史
6623型为1959年中苏“二四协定”中苏联向中国转让的5型舰艇之一，该型号在苏联为183R型导弹快艇。采用6602型鱼雷快艇的木质艇壳，把6602艇的2具鱼雷发射管改成了2座“冥河”反舰导弹发射装置；在受发射气流影响区域的后甲板上覆盖了一层硬质耐温花纹铝板；原来的敞开式舰桥改为一个钢质气密驾驶指挥室，使得舰桥人员不受发射导弹时高温燃气的影响。1960年按照蘇聯提供的圖紙、材料由蕪湖造船廠开始試製，由於逢中蘇交惡蘇聯撤走專家，材料設備而停頓，後經自行摸索，第一艘051號原型艇終於在1962年8月下水。试航时遇到了技术问题：艇身纵倾角太大（后甲板的导弹比鱼雷增重大）、艇速上不去（增重后主机功率不变）、不能满足发射导弹时的航态、指挥仪振动大、雷达工况问题等。解决这些问题后，于1964年8月交艇加入海军服役。
1965年該艇第一次試射導彈。6623型共造了兩艘。原因是制造艇身的木材在国内难以解决，且木质艇保养防腐蚀不方便；艇上进口自苏联的装备仿制尚未完成。
1964年11月，海军与国防工办命令701研究所以6623型为原型研制024型导弹快艇。花琦如主持設計。主要是將木質船殼改為鋼質；线型也进行了优化，取消舷侧平台，艇宽变窄，艇身加长；导弹发射装置横向距离由1.5米缩短为1.0米；桁架主桅改為单柱桅杆。總建造師吳仲洋。024型艇首艇只用5个月时间就建成，1966年4月開工，8月下水，10月試射導彈，12月交船。但後續艇生產卻受到文革的影響直到1971年才逐步在蕪湖與上海求新造船厂兩廠開始量產。1975年2月才定型。

## 編制
机电部门为V部门，编制4名机电兵，战位编号为：v战/1、2、3、4。动力舱分前后两舱，每舱均有两台主机一台辅机，其中1、2号战位在前舱，3、4号战位在后舱。1战位为前主机舱班长。3战位为后主机舱班长。一名机电长（士官）在驾驶台战位：v战/指，负责车钟，将艇长的命令执行并通过铃声、灯光信号传到机舱。
机舱里平均温50摄氏度，舱内柴油机噪音非常大，主机的转速到达1100赫兹时的震动频率与204导弹艇的共振频率一致，所以当主机加速时不得在1100转/分钟停留，必须迅速增高或者降低，否则船体会因发生共振而严重受损。每次发动机经过1100转时船体剧烈抖动，艇员也感到五脏六腑一起翻腾。
导弹发射前，所有艇员进入舰桥驾驶舱，包括机电兵。导弹发射后，回到军港码头，发射架，舰桥，后甲板全部的重新刷油漆。
靠码头的日常工作有：日检拭、周检修、月保养、半年大保养、年度大保养。年度大保养把导弹艇拉出水面，架放到陆地的排架上，将全艇的油漆全部刮掉，尤其是用刮刀把艇底防止海生物附着的剧毒油漆刮掉，再用敲锈锤将有锈的地方敲掉铁锈，然后用钢丝刷子和砂纸打磨，直到钢板像镜子一样光滑照人，然后再涂底漆、防锈漆、剧毒的船底漆，每道漆刷三边。4台主发动机都要吊出舱送到修理所检修。

## 現況
目前已知的編號有：615、1103、1108、2128、8107、9104、9106等艘。荣成的石岛镇在1990年代驻有一个大队，每个中队4条艇。解放海軍曾裝備有75艘本級艇，其中現役艇有50艘，轉預備役有25艘。本級艇在1970年尚發展出水翼放大版的5,600匹馬力"EM2A"型，排水量85噸。
1980年代，研制了024Ⅲ型，艇上有双联装“鹰击-8”反舰导弹发射装置2座，用于“鹰击-8”导弹武器系统设计定型的试验任务。

## 出口
- 4艘於1967年援助北越
- 4艘於1981年外銷巴基斯坦
- 4艘於1983年二月外銷孟加拉
- 6艘於1984年外銷埃及
- 10艘於1992年外銷伊朗